# مارك غلانفيل
مارك غلانفيل (بالإنجليزية: Marc Glanville)‏ هو لاعب دوري الرغبي أسترالي، ولد في 12 يونيو 1966 في واجا واجا في أستراليا.